# Рябиновка (Белгородская область)
Рябиновка — село в Губкинском районе Белгородской области России. Входит в состав Сапрыкинской сельской территориальной администрации.

## История
В 1968 г. указом президиума ВС РСФСР деревня Дурнево переименована в Рябиновка.

## Население
| 2002 | 2010 | 2011 | 2013 | 2015 | 2016 |
| ---- | ---- | ---- | ---- | ---- | ---- |
| 61   | ↗65  | ↘56  | ↘52  | ↗57  | ↗58  |